# سنتز آرنز–ون دورپ
سنتز آرنز–ون دورپ (به انگلیسی: Arens–van Dorp synthesis) یک نام واکنش در شیمی آلی است. این واکنش عبارت است از افزایش اتوکسی‌استیلن‌های لیتیم‌دار شده به کتون‌ها برای ایجاد الکل‌های پروپارژیل که می‌تواند واکنش بیشتری را برای تشکیل آلدهیدهای β، α غیراشباع یا استرها انجام دهد. همچنین نوعی از این واکنش به نام اصلاح ایسلر وجود دارد که در آن آنیون استیلید به صورت درجا از β-کلرووینیل اتر با استفاده از لیتیم آمید تولید می‌شود.